# Labarum

Labarum

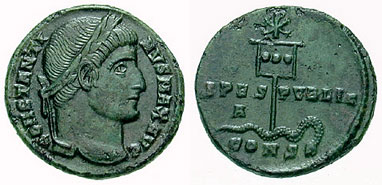
Münze Konstantins des Großen mit Labarum, 337

Das Labarum war die Hauptheeresfahne der spätantiken römischen Armee seit der Zeit Kaiser Konstantins.
Nach der Schilderung des christlichen Geschichtsschreibers Lactantius ließ Konstantin seine Soldaten vor der Schlacht an der Milvischen Brücke 312 ein Staurogramm auf ihre Schilde malen. Eusebius von Caesarea behauptet in seiner etwa 25 Jahre nach der Schlacht entstandenen Vita Constantini, der Kaiser habe dieses Zeichen damals auch auf die Hauptheeresfahne setzen lassen, doch dürfte dies ein Irrtum sein. Allgemein nimmt man an, dass das Labarum erst in den 320er Jahren vor der Auseinandersetzung mit Licinius entwickelt und eingesetzt wurde. Der Name des Feldzeichens ist weder lateinischer noch griechischer Herkunft, sondern geht auf vorrömische Feldzeichen aus dem mesopotamisch-babylonischen Umfeld zurück. Die Gestaltung ist von Epoche zu Epoche unterschiedlich.
Das Labarum bestand aus einer langen goldenen Lanze mit einem Querbalken, von welchem ein purpurfarbener Schleier niederhing. An der Lanze darüber waren drei Bildnisse befestigt, das des Kaisers und seiner beiden ältesten Söhne (dass zwei von diesen erst nach 312 geboren wurden, ist ein Beleg für die These von der späteren Entstehung des Feldzeichens). Am oberen Ende befand sich das von einem Kranz umrahmte Christusmonogramm: griechisch Χ (Chi) und Ρ (Rho) für CHRistos (ΧΡΙΣΤΟΣ oder Χριστός). Das Labarum versinnbildlichte damit auch den sakralen Hintergrund der kaiserlichen Herrschaft in der Spätantike.
Feldzeichen waren bereits in vorchristlicher Zeit von großer Bedeutung für die römischen Soldaten gewesen und hatten oft kultische Verehrung genossen; die Bewachung des Labarum war fünfzig der tapfersten Krieger (labarii) anvertraut.